# Јеремија (пророк)
Свети пророк Јеремија (хебрејски: יִרְמְיָהוּ, односно Yirməyāhū најчешће погрешно пренесено као Yirmiyahu) је хришћански светитељ и старозаветни пророк.

## Прича о Јеремији
Рођен је око 600. п. н. е. у селу Анатоту недалеко од Јерусалима. Већ у петнаестој години почео је да прориче и због тога је врло често био у немилости власти, чак и прогањан и затваран. Због првих пророчанстава у време владавине цара Јосије навукао је гнев тадашњих великаша и тада је једва успео да спасе свој живот. Цару Јоакиму је прорекао да ће његов погреб бити као погреб магарца, што је значило да ће његово мртво тело избацити ван Јерусалима и да ће се оно дуго повлачити по земљи без сахране. Због тога је Јеремија бачен у тамницу. Пошто није могао да пише у тамници, Јеремија је позвао Варуха, који је стајао код прозорчића тамнице и записивао оно што му је Јеремија диктирао. Када је цару прочитано ово пророчанство, разгневљени цар је узео хартију и бацио је у ватру. Уз Божју помоћ Јеремија је добио слободу, а његово пророчанство се остварило. Потом је цару Јехонији прорекао да ће бити одведен у Вавилон са целом породицом и да ће тамо умрети и то се ускоро и догодило. У време владавине цара Седекије, Јеремија је ставио јарам на свој врат и ишао кроз Јерусалим проричући пад Јерусалима и ропство под Вавилоњанима. Писао је робљу јеврејском у Вавилону да се не надају повратку у Јерусалим, јер ће остати тамо седамдесет година. У долини Тотеф, под Јерусалимом, где су Јевреји приносили децу на жртву својим идолима, Јеремија је узео лонац у руке и разбио га пред народом проричући скору пропаст Јудејског царства.
Ускоро су Вавилонци заузели Јерусалим, цара Седекију убили, град опљачкали и разорили, а огроман број Јевреја посекли управо у долини Тотеф. Јеремија је са левитима узео Ковчег завета из храма и однео га на брдо Нават, где је Мојсије умро, где га је сакрио. Такође је сакрио и огањ из храма у један дубоки бунар. Неки Јевреји су га приморали да иде са њима у Мисир где је проживео четири године, након чега је од својих сународника каменован и тако убијен. Мисирцима је прорекао пропаст њихових идола и долазак „Деве са Младенцем“. Постоји предање, да је сам цар Александар Велики посетио гроб пророка Јеремије. По наредби цара Александра тело Јеремијино је пренето и сахрањено у Александрији.
По њему се називају Књига пророка Јеремије и Плач Јеремијин.

## Јеремија у православљу
Српска православна црква слави га 1. маја по црквеном, а 14. маја по Миланковићевом и грегоријанском календару, обележава се као Јеремијин дан.